# Abdulla Alkaabi
Abdulla Khalifa Al Kaabi, né le 7 octobre 1986 dans l’Émirat de Fujaïrah (Émirats arabes unis), est un réalisateur Émirati

## Biographie
À l’âge de 16 ans, Abdulla s’installe à Dubaï afin de poursuivre ses études à l’université américaine de Sharjah. 
En parallèle, il est repéré pour présenter un show de télé réalité en prime time : Green Light Charity, qui suit l’organisation d’une œuvre de charité par quatre jeunes Arabes, diffusé sur Dubaï TV en 2005. De là naît alors sa passion pour la télévision : il devient reporter pour Male Box sur Dubaï TV, un magazine masculin couvrant la mode, le sport et les voitures. En 2008, Abdulla présente Tawasol, un talk-show hebdomadaire en prime time diffusé sur Sama Dubaï.
Dans le même temps, Abdulla travaille comme modèle et acteur pour de nombreux prints et publicités télé aux Émirats.
Ayant toujours voulu être derrière la caméra, Abdulla s’installe à Paris en 2009 afin de terminer son diplôme de réalisateur et démarrer une carrière dans le cinéma.
Abdulla Alkaabi réalise son premier court métrage, The Philosopher , dans lequel l'acteur français Jean Reno tient le rôle principal. Ce dernier a d'ailleurs aimé montrer une autre facette de son jeu d'acteur qu'il n'a jamais eu l'occasion d'interpréter : la fragilité et la sensibilité. Produit par Oursinfilms, société française également basée à Dubaï, le film a été tourné à Paris à la mi-septembre.
Son prochain projet est son premier long-métrage Culture Shock, toujours avec Jean Reno et également produit par Oursinfilms. Cette comédie romantique racontera l'histoire d'un ancien mannequin (Virginie Ledoyen) obsédé par l'argent et la gloire, qui suivra un émirati arabe pensant qu'il est riche.

## Filmographie
- 2010 : The Philosopher[2] (court-métrage)
- 2011 : Culture Shock[4]

## Galerie de photos

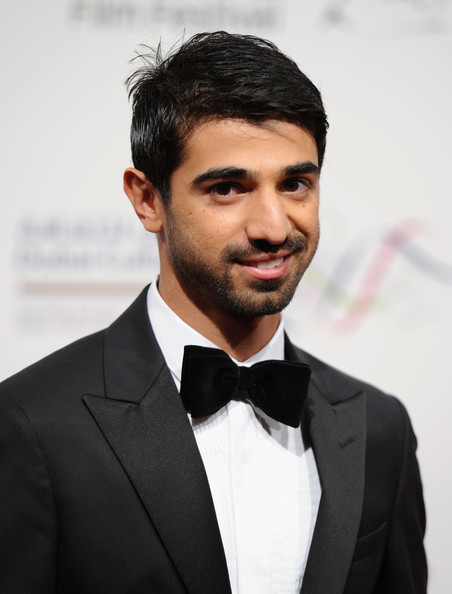
Première internationale de The Philosopher à Dubaï
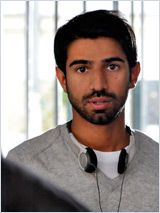
Sur le tournage de The Philosopher
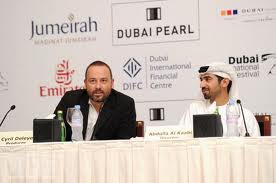
Abdulla Alkaabi et son producteur Cyril Deleye (Oursinfilms)